# Аббревиатура
Аббревиату́ра (итал. abbreviatura, от лат. brevis — «краткий») — слово, образованное сокращением слова или словосочетания и читаемое по алфавитному названию начальных букв или по начальным звукам слов, входящих в него.
Аббревиатуры делятся на сложносокращённые слова и инициальные аббревиатуры:
- сложносокращённое слово — слово, составленное из сокращённых начальных элементов (морфем) словосочетания[3];
- инициальные типы сложносокращённых слов — слова, образованные путём сложения начальных букв слов или начальных звуков, в свою очередь подразделяются на аббревиатуры буквенные, звуковые и буквенно-звуковые[3].

Частный случай аббревиатуры — акроним.

## Разновидности

### Инициальная аббревиатура

#### Аббревиатура буквенная
Составлена из алфавитных названий начальных букв слов, образующих исходное словосочетание.
- КГБ (ка-гэ-бэ́) — Комитет государственной безопасности
- м. н. с. (эм-эн-э́с) — младший научный сотрудник
- РСФСР (эр-эс-эф-эс-э́р) — Российская Советская Федеративная Социалистическая Республика
- ТФКП (тэ-эф-ка-пэ́) — теория функций компле́ксной переменной (комплексный анализ)

В составе русских буквенных аббревиатур чтение некоторых названий букв может не совпадать с их общепринятыми названиями в алфавите. Так, буква «Ф» («эф») может произноситься как «фэ»:
- ФБР [фэ-бэ-э́р] — Федеральное бюро расследований
- ЛФК [эл-фэ-ка́] — лечебная физическая культура
- РФФ [эр-фэ-фэ́] — радиофизический факультет

Буквы «С» («эс») и «Ш» («ша») — как «сэ» и «шэ»:
- США [сэ-шэ-а́] — Соединённые Штаты Америки

#### Аббревиатура звуковая (аббревиатура акрофонетическая) —акроним
Образована из начальных букв элементов исходного словосочетания, но читаемая не по алфавитным названиям букв, а как обычное слово (например, «ГУМ» читается как [гум], а не [гэ-у-эм]):
- АСУ — автоматизированная система управления
- вуз[5] — высшее учебное заведение
- ГЭС — гидроэлектростанция
- ОДУ — обыкновенное дифференциальное уравнение
- ТАСС — Телеграфное агентство Советского Союза
- ЯОД — язык описания данных

#### Аббревиатура буквенно-звуковая
Образована частично из названий начальных букв, частично из начальных звуков слов исходного словосочетания:
- ЦДСА [цэ-дэ-са] — Центральный дом Советской армии
- ДОБДД [до-бэ-дэ-дэ] — Департамент обеспечения безопасности дорожного движения (ранее ГУ ГИБДД)
- ГИБДД [ги-бэ-дэ-дэ́] — Государственная инспекция безопасности дорожного движения

#### Бэкроним
Аббревиатура, составленная по уже существующему слову. При этом бэкроним может как объяснять исходное значение слова, так и придавать слову новое значение.
- Spam — Seriously Pissing-off Advertising Mail («серьёзно задалбывающая рекламная почта») или System Post Automatic Mail[источник не указан 2358 дней] («система автоматической почтовой рассылки»). (Расшифровка придаёт новое значение слову «спам». Изначально это слово было названием торговой марки дешёвых мясных консервов SPAM с крайне агрессивной рекламой, см. ниже)
- КАСКО — Комплексное автомобильное страхование кроме ответственности. Также является фактически расшифровкой испанского слова casco (остов, корпус), которым назван этот вид страхования.
- УДАР — Украинский демократический альянс реформ (политическая партия). Название является аллегорией к тому факту, что глава партии Виталий Кличко — известный боксёр.

Бэкроним также может быть шуточной расшифровкой уже существующей аббревиатуры.
- ОБЖ — Основы безопасности жизнедеятельности, Общество беременных женщин (варианты: Охрана беременных женщин, Общество бездомных жён).
- СССР — Слухи, Скандалы, Сенсации, Расследования (название телепередачи на Рен-ТВ).

#### Рекурсивная аббревиатура (рекурсивный акроним)
Расшифровка включает и саму аббревиатуру.
- GNU — GNU‘s Not Unix
- ALT — ALT Linux Team
- PHP — PHP Hypertext Preprocessor
- Wine — Wine Is Not an Emulator
- YAML — YAML Ain’t Markup Language[6]

Существует также рекурсивный акроним, ссылающийся на себя косвенно, это аббревиатура HURD. Здесь буква H означает аббревиатуру HIRD, в которой, в свою очередь, буква H означает исходную аббревиатуру HURD. Более того, слова Hurd и Hird в английском языке являются вариантами написания Herd («стадо»), добавляя тем самым в расшифровку тонкую игру слов.

#### Аббревиатуры-слова (смысловые)
Начальные буквы являются обычным словом
- SMILES — англ. Simplified Molecular Input Line Entry Specification
- SMART — англ. Smiles ARbitrary Target Specification, System Management Arts

### Сложносокращённые слова (слоговая аббревиатура)

#### Сложение начальных частей двух и более слов
- колхоз — коллективное хозяйство;
- комсомол — коммунистический союз молодёжи;
- обком — областной комитет;
- партком — партийный комитет;
- продмаг — продовольственный магазин;
- Росглавстанкоинструментснабсбыт — Главное управление по снабжению и сбыту станков, кузнечно-прессового оборудования, инструмента и абразивных изделий при Госплане РСФСР.

#### Сложение начала одного слова с другим словом словосочетания
- роддом — родильный дом;
- драмкружок — драматический кружок;
- телесеть — телевизионная сеть;
- запчасть — запасная часть;
- теракт — террористический акт;
- зарплата — заработная плата.

#### Сложение начальной части слова с формой косвенного падежа существительного
- завкафедрой — заведующий кафедрой
- беруши — «береги уши» (название затычек для ушей)

#### Сложение начала первого слова с началом и концом второго или только с концом второго
- мопед — мо(тоцикл)+(велоси)пед
- физ-ра — физ(культу)ра — физ(ическая)+(культу)ра
- сам-ка — сам(о)+(страхов)ка

### Графическое сокращение
- «т. д.» — так далее.
- «т. п.» — тому подобное.
- «т. е.» — то есть.
- «т. к.» — так как.
- «т. н.» — так называемый.
- «т. о.» — таким образом.
- «т. с.» — так сказать.
- «н/д» — нет данных; нет доступа.

К графическим сокращениям также относятся инициалы.

### Смешанное сокращение
Начальная часть слова соединяется с аббревиатурой
- РосНИИ — Российский научно-исследовательский институт
- БелАЗ — Белорусский автомобильный завод

### Тавтологическое сокращение
Устойчивые словосочетания, в которых аббревиатура (как правило, иностранного происхождения) используется одновременно со словом (обычно перевод последнего слова), которое входит в данную аббревиатуру:
- вирус ВИЧ
- DVD-диск
- ''PIN''-код
- язык HTML
- IP-протокол
- SMS-сообщение
- VIP-персона
- ГИС-система
- АвтоВАЗ — автомобильный Волжский автомобильный завод
- БТА банк — Банк Туран Алем банк
- IT-технологии

### Заимствованные слова, бывшие изначально в родном языке сокращениями
- спам — от spam — Shoulder of Pork and hAM («свиные лопатки и окорока»), a по другим данным, от англ. SPiced hAM, в народе же больше прижилась версия происхождения от словосочетания Seriously Pissing-off Advertising Mail, что можно перевести как «действительно раздражающая рекламная почта»).
- лазер — от laser, сокращение от light amplification by stimulated emission of radiation.
- квазар — от quasar, сокращение от QUASi stellAR radio source — «квазизвёздный радиоисточник».
- интернет — от Internet, сокращение от Interconnected Networks — объединённые сети.

## История возникновения
Аббревиатуры, или сокращения, издавна применялись на письме у всех народов, обладающих письменным языком. Целью сокращений были экономия места на носителе текстовой информации (бересте, керамических табличках, пергаменте) и быстрота написания часто употребляемых слов и выражений.
Одними из первых аббревиатуры появились в античных надписях, позднее получили распространение и в рукописях. Используя начальные буквы слов, римляне сокращали сначала имена собственные (С.— Gaius, Q.— Quintus), а в дальнейшем и другие слова (cos.— consul, v. с.— vir clarissimus, «светлейший муж»). Повторение одной и той же буквы обозначало множеств, число (coss.— consules, vv. cc.— viri clarissimi). Аналогичные аббревиатуры встречаются в греческих курсивных папирусах и надписях на монетах. Аббревиатуры использовались также для сокращения единиц меры и веса. Римские юристы так часто прибегали к суспензии, что были составлены своды сокращений (Notae iuris) и системы (правила) сокращений букв, которые дошли впоследствии до средневековья. Одной из таких систем стала система «тироновых значков», являющихся основой римской тахиграфии (быстрописи). Древние римские аббревиатуры, или тиротанские отметки, перешли вместе с латинским языком в Средние века, где они встречаются прежде всего в надписях и на монетах, а затем в рукописях, особенно начиная с XI века, также и в грамотах, из которых они не исчезают до XVI века включительно. Встречающиеся в позднейших латинских рукописях и грамотах аббревиатуры состоят, обыкновенно, из пропусков, а ещё чаще — из соединений букв.

С тех пор, как вошли в употребление прописные греческие и латинские буквы, появились настоящие сократительные знаки для слогов, двойных согласных, двойных гласных и целых слов. В греческих рукописях встречается множество подобных знаков, отчасти перешедших и в печатные издания греческих писателей, из которых совершенно исчезли лишь в новейшее время. Поэтому в старинных греческих грамматиках можно найти перечень употребительнейших аббревиатур. Метод контрактуры, то есть сокращение слова с помощью его начальных букв и окончания, греки использовали вначале для сокращённого написания так называемых Nomina sacra («священных имён»), например θς вместо θεός («бог»). Подобные сокращения «священных имён» до сих пор используются в Русской православной церкви в богослужебных текстах, составленных, как известно, на церковно-славянском языке,— это так называемые слова под титлами. Римляне заимствовали эту систему и применяли её и для обозначения обычных понятий (frs — fratres, «брат», gra — gratia, «благодарность»). Условное обозначение сокращения, черта над аббревиатурой, сменила примерно в III веке нашей эры обычную ранее точку. Аббревиатуры были заимствованы также и из скорописи, например, esse («быть»), est («есть»). (См. также надписи на иконах).
Уже в позднем римском курсиве использовались почти все виды аббревиатур. В Средние века аббревиатуры получили дальнейшее распространение, в особенности в юридических, медицинских и богословских текстах.

## Употребление

Пример использования аббревиатур на вывеске с названием учреждения. Москва, 2006 год

В обыденной жизни, когда требуется сбережение места и времени, довольствуются употребительными простыми сокращениями. Последние состоят или из сокращения фраз, или из сокращения слов. Сокращения фраз, состоящие в пропуске несущественных членов речи, без труда воспроизводимых из общей её связи (вспомогательных глаголов, отдельных частиц речи). Сокращения слов состоят частью в пропуске отдельных букв и слогов и опущении значительной части или даже всего слова, за исключением начальных букв, частью в определённых знаках, заменяющих слова.

### Настоящее время
На письме употребляются лишь для частной или личной потребности в скорописании; но в тех бумагах, которые назначаются и для прочтения другими, в особенности печатных, их стараются избегать. Только в некоторых случаях допускаются исключения:
1. в научных работах, при цитатах, библиографических указаниях, технической документации нельзя избегнуть аббревиатур;
2. в отдельных науках, как математика, информатика (языки программирования, базы данных, САПР), астрономия, физика, химия, естественная история, грамматика, музыка изв. аббревиатуры и даже чертежи вызываются необходимостью[прояснить];
3. для единиц измерения СИ и СГС;
4. для указания монет и денежных единиц;
5. в особых справочных изданиях (календарях, лексиконах, библиографиях);
6. в богослужебных текстах Русской православной церкви — слова под титлами;
7. наконец, в некоторых литературных произведениях, особенно английских, по старой привычке удерживаются сокращения некоторых, беспрестанно употребляемых слов.

### Склонение
В современном русском языке не склоняются:
- инициальные аббревиатуры (составленные из первых букв слов), кончающиеся гласным, например: МГУ, ОАО;
- заимствованные аббревиатуры, кончающиеся твёрдым согласным, например, MAN;
- буквенные аббревиатуры с опорным словом женского или среднего рода, если род самой аббревиатуры не мужской, например: ГОРОНО, ГЭС (но в МИДе, из ЖЭКа).

Буквенные аббревиатуры мужского рода могут склоняться либо не склоняться. В письменной речи существует тенденция не склонять такие аббревиатуры.
Если аббревиатуры, написанные одними прописными буквами, склоняются, то их окончания пишутся строчными буквами вплотную, без апострофа.

## Факты
- В русском языке больше всего сокращений начинается на букву «С» и на эту же букву чаще всего сокращения и заканчиваются[10].